# Ilir Shaqiri
Ilir Shaqiri (ur. 12 grudnia 1960 w Burojë) – kosowski piosenkarz, pisarz, weteran UÇK. Jest autorem ponad 400 piosenek ludowych.

## Życiorys
Studiował albanistykę w Prizrenie i Prisztinie.
W 1985 roku wraz z Hamëzem Jasharim założył zespół folklorystyczny Drenica, którym kierował do 1990 roku.
W 1998 roku zorganizował ponad sto koncertów w całej Europie na rzecz Armii Wyzwolenia Kosowa. Zamieszkał w Prisztinie, gdzie był redaktorem naczelnym jednego z czasopism. Prowadził następnie studio Iliria.

## Dyskografia[2]

### Albumy
| Rok  | Album                        |
| ---- | ---------------------------- |
| 1986 | Djem petrita ka rrit Drenica |
| 1989 | Luma e kuqe ka lidh besë     |
| 1989 | Falë te qoftë gjaku Kosovë   |
| 1990 | Prite prite                  |
| 1990 | Fjalet e qiririt             |
| 1991 | Këngë e rrallë               |
| 1992 | Këtu kam folenë              |
| 1993 | Liri                         |
| 1995 | E nesermja lind sot          |
| 1997 | Tinguj te zjarrt             |
| 1997 | Kushtrimi i Drenicës         |
| 1998 | Këtu shkëlqen plisi          |
| 1999 | Thirrja e shpirtrave         |
| 1999 | Çlirimtari                   |
| 2000 | Garda e Kosovës              |
| 2001 | Këngët e përngritjes         |
| 2002 | Bota e rinise                |
| 2003 | Kujdes lirine                |
| 2003 | Ringjalle                    |
| 2004 | Dridhe Shkup e Shkodër       |
| 2005 | Lugina e dashurisë           |
| 2007 | E di nje kenge per ty        |
| 2009 | Prane diellit                |
| 2012 | Artist i merituar            |

### Teledyski
| Rok  | Teledysk                     |
| ---- | ---------------------------- |
| 2012 | Moj Evrop                    |
| 2012 | Nën një flamur të pandarë    |
| 2013 | Maria                        |
| 2014 | S'bahet darsëm pa flamur     |
| 2014 | Priti Skanderbeun            |
| 2014 | Tivari na Gjamë              |
| 2014 | Pyete zemrën                 |
| 2016 | Baladë per sali manin        |
| 2018 | Ata u bënë dritë             |
| 2018 | Nëse mundesh                 |
| 2018 | Kaloresi i lirise            |
| 2019 | Batalioni Atlantiku          |
| 2019 | Atdheu i Shqiptarëve         |
| 2020 | Trashegimi                   |
| 2020 | Këngë për Harun Aliun        |
| 2020 | Ti Shqiperi o mall i zjarrte |
| 2021 | Kosovë lule ne çdo plagë     |
| 2021 | Tokë e arbërit këtu i thonë  |
| 2021 | Luma pushkë lirie            |
| 2022 | Kënga Shqipe                 |
| 2022 | Azem Behluli                 |
| 2022 | Tempulli i lirisë            |
| 2022 | Kongresi i alfabetit         |

## Twórczość literacka[2]

### Powieści
- Tan Temali (2014)

- Lemza e dheut (2016)

### Wiersze
- Adem Jashari (2018)

## Filmografia[2]
- A.D. Ważne lata (1997)[3]

- Stalowy krok (2014)

- Kangjelet (2016-2017)

- Brzmienie lapidarnych piosenek (2017)

## Nagrody
W 2011 roku został nagrodzony Orderem Naima Frashëriego.
W 2014 roku otrzymał medal od Ministerstwa Obrony Republiki Albanii.
W 2018 roku otrzymał tytuł Honorowego Obywatela Gminy Mat.